# Marco Schwarz
Marco Schwarz (Villaco, 16 agosto 1995) è uno sciatore alpino austriaco, campione del mondo nella combinata a Cortina d'Ampezzo 2021 e vincitore di una Coppa del Mondo di slalom speciale.

## Biografia

### Stagioni 2012-2015
Nato a Villaco e originario di Radenthein, Schwarz ai I Giochi olimpici giovanili invernali di Innsbruck 2012 ha conquistato la medaglia d'oro nel supergigante e nella supercombinata; in Coppa Europa ha debuttato il 20 gennaio 2013 a Kirchberg in Tirol in slalom speciale, senza concludere la manche, e ha ottenuto il primo podio il 21 febbraio 2015 arrivando 3º nello slalom speciale di Jaun vinto dall'italiano Riccardo Tonetti.
Nell'edizione di Jasná 2014 (in Slovacchia) dei Mondiali juniores ha conquistato la medaglia d'oro nel supergigante e la medaglia di bronzo nella discesa libera. Nella stagione successiva ha debuttato in Coppa del Mondo, il 16 novembre a Levi in slalom speciale senza qualificarsi per la seconda manche, e ai Mondiali juniores di Hafjell 2015 ha conquistato la medaglia d'argento nello slalom speciale.

### Stagioni 2016-2020
In Coppa del Mondo ha ottenuto i primi punti il 12 dicembre 2015 a Val-d'Isère in slalom gigante (19º) e ha colto il primo podio il 22 dicembre seguente a Madonna di Campiglio in slalom speciale, classificandosi al 3º posto dietro a Henrik Kristoffersen e Marcel Hirscher. Ai Mondiali di Sankt Moritz 2017, suo esordio iridato, non ha completato la combinata e si è classificato 7º nello slalom speciale. Ai XXIII Giochi olimpici invernali di Pyeongchang 2018, suo esordio olimpico, ha vinto la medaglia d'argento nella gara a squadre e si è classificato 11º nello slalom speciale e 4º nella combinata.
Il 1º gennaio 2019 ha colto la sua prima vittoria in Coppa del Mondo, nello slalom parallelo disputato a Oslo; ai successivi Mondiali di Åre ha vinto la medaglia d'argento nella gara a squadre, quella di bronzo nello slalom speciale e nella combinata ed è stato 5º nello slalom gigante. Quell'anno in Coppa del Mondo si è classificato al 2º posto nella classifica della Coppa del Mondo di combinata superato di 60 punti dal vincitore, il francese Alexis Pinturault.

### Stagioni 2021-2025
Ai Mondiali di Cortina d'Ampezzo 2021 ha vinto la medaglia d'oro nella combinata, quella di bronzo nello slalom gigante, non ha completato lo slalom speciale e non si è qualificato per la finale nello slalom parallelo. Alla fine di quella stessa stagione 2020-2021 ha vinto la Coppa del Mondo di slalom speciale, con 112 punti di vantaggio su Clément Noël, e si è classificato 3º in quella generale; i suoi podi stagionali sono stati 7, con 2 vittorie tra le quali quella del 26 gennaio nel classico slalom speciale della Planai di Schladming.
L'anno dopo ai XXIV Giochi olimpici invernali di Pechino 2022 si è piazzato 14º nello slalom gigante, 17º nello slalom speciale e 5º nella combinata; ai Mondiali di Courchevel/Méribel 2023 ha vinto la medaglia d'argento nella combinata, quella di bronzo nello slalom gigante, si è classificato 4º nella discesa libera, 6º nel supergigante e 6º nello slalom speciale. La successiva stagione 2023-2024 è stata segnata da un infortunio patito durante la discesa libera di Bormio del 28 dicembre, quando era in testa alla classifica generale di Coppa del Mondo, che l'ha costretto a terminare anzitempo la stagione; i suoi podi stagionali sono stati 4, con una vittoria nel classico slalom speciale della 3-Tre di Madonna di Campiglio (22 dicembre). Ai Mondiali di Saalbach-Hinterglemm 2025 si è piazzato 5º nello slalom gigante e non ha completato lo slalom speciale.

## Palmarès

### Olimpiadi
- 1 medaglia:
  - 1 argento (gara a squadre a Pyeongchang 2018)

### Mondiali
- 7 medaglie:
  - 1 oro (combinata a Cortina d'Ampezzo 2021)
  - 2 argenti (gara a squadre a Åre 2019; combinata a Courchevel/Méribel 2023)
  - 4 bronzi (slalom speciale, combinata a Åre 2019; slalom gigante a Cortina d'Ampezzo 2021; slalom gigante a Courchevel/Méribel 2023)

### Giochi olimpici giovanili invernali
- 2 medaglie:
  - 2 ori (supergigante, supercombinata a Innsbruck 2012)

### Mondiali juniores
- 3 medaglie:
  - 1 oro (supergigante a Jasná 2014)
  - 1 argento (slalom speciale a Hafjell 2015)
  - 1 bronzo (discesa libera a Jasná 2014)

### Coppa del Mondo
- Miglior piazzamento in classifica generale: 3º nel 2021
- Vincitore della Coppa del Mondo di slalom speciale nel 2021
- 23 podi (1 in supergigante, 5 in slalom gigante, 14 in slalom speciale, 1 in combinata, 2 in slalom parallelo):
  - 6 vittorie (1 in slalom gigante, 3 in slalom speciale, 1 in combinata, 1 in slalom parallelo)
  - 7 secondi posti (1 in supergigante, 2 in slalom gigante, 4 in slalom speciale)
  - 10 terzi posti (2 in slalom gigante, 7 in slalom speciale, 1 in slalom parallelo)

#### Coppa del Mondo - vittorie
| Data             | Località             | Paese       | Specialità |
| ---------------- | -------------------- | ----------- | ---------- |
| 1º gennaio 2019  | Oslo                 | Norvegia    | PR         |
| 18 gennaio 2019  | Wengen               | Svizzera    | KB         |
| 10 gennaio 2021  | Adelboden            | Svizzera    | SL         |
| 26 gennaio 2021  | Schladming           | Austria     | SL         |
| 25 febbraio 2023 | Palisades Tahoe      | Stati Uniti | GS         |
| 22 dicembre 2023 | Madonna di Campiglio | Italia      | SL         |

Legenda:

GS = slalom gigante

SL = slalom speciale

KB = combinata

PR = slalom parallelo

### Coppa Europa
- Miglior piazzamento in classifica generale: 16º nel 2015
  - 6 podi:
  - 2 vittorie
  - 2 secondi posti
  - 2 terzi posti

#### Coppa Europa - vittorie
| Data             | Località | Paese    | Specialità |
| ---------------- | -------- | -------- | ---------- |
| 22 febbraio 2015 | Jaun     | Svizzera | SL         |
| 3 dicembre 2015  | Hemsedal | Norvegia | SL         |

Legenda:

SL = slalom speciale

### Australia New Zealand Cup
- Miglior piazzamento in classifica generale: 10º nel 2016
- 2 podi:
  - 1 vittoria
  - 1 secondo posto

#### Australia New Zealand Cup - vittorie
| Data              | Località     | Paese         | Specialità |
| ----------------- | ------------ | ------------- | ---------- |
| 1º settembre 2015 | Coronet Peak | Nuova Zelanda | SL         |

Legenda:

SL = slalom speciale

### Campionati austriaci
- 10 medaglie:
  - 4 ori (slalom gigante nel 2015; slalom speciale, combinata nel 2016; supergigante nel 2023)
  - 2 argenti (slalom gigante nel 2016; slalom speciale nel 2018)
  - 4 bronzi (slalom speciale nel 2013; slalom speciale nel 2015; combinata nel 2017; slalom gigante nel 2018)

### Campionati austriaci juniores
- 5 medaglie[3]:
  - 2 ori (discesa libera, slalom gigante nel 2012)
  - 1 argento (supergigante nel 2012)
  - 2 bronzi (slalom speciale nel 2011; slalom speciale nel 2012)